# Albrau Prod
Albrau Prod este o companie producătoare de bere din Onești. Firma îmbuteliază bere la doză, sticlă, PET și butoi.

## Istoric
Fabrica a fost înființată în 1992 ca SC Bere Onești SA în cadrul CAROM de către directorul general al combinatului, Valentin Anastasiu. Marca utilizată a fost Bere Seron. CAROM a fost acționar al societății de sere SERON S.A. din Onești, alături de Chimcomplex.

În anul 2000 societatea a fost redenumită în Albrau SA, iar unul dintre acționari, Vasile Ciobanu prin firma proprie Sil Prod Invest SRL din Târgu Ocna, a devenit acționar majoritar. În aceeași perioadă s-a introdus marca Coroana. În martie 2001, Adunarea Generală a Acționarilor a CAROM a hotărât vânzarea pachetului de acțiuni pe care îl mai deținea, constând în 4,4 milioane de acțiuni ce reprezentau aproximativ 4,6 % din capitalul social al fabricii de bere la un preț de 4,4 miliarde de lei. Vasile Ciobanu a obținut controlul Albrau prin majorarea capitalului social. Terenul fabricii în suprafață de 26 000 metri pătrați, aflat atunci încă în proprietatea CAROM, a fost scos la vânzare de CAROM la un preț de 30 000 de dolari americani, fabrica plătind chirie. Proprietarul a preluat fabrica în urma vânzării societății de sere din Onești, unde era acționar, împreună cu societățile Chimcomplex și CAROM.
Proprietarul Albrau a intrat în conducerea fabricilor de bere din Suceava și Iași, preluând-o integral pe a doua ulterior. Fabricile au funcționat sub denumirea de National Bere Holding.

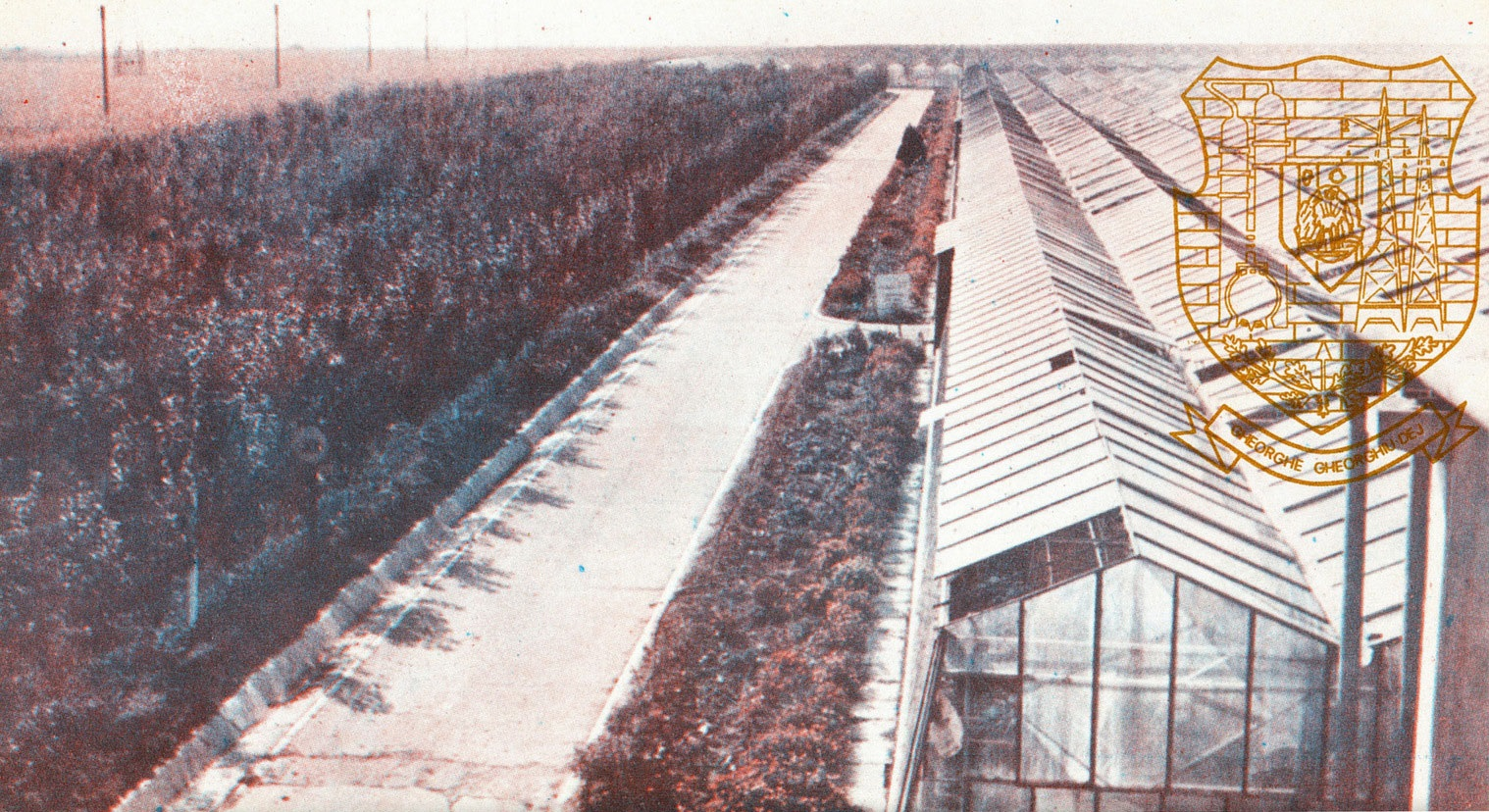
Serele din Onești, aflate pe dealul Red, în anii 1980. Serele de legume au fost înființate în 1963.

Albrau a început în a doua jumătate a anului 2006 construcția unei fabrici de bere în locul fostei unități de producție a firmei care a fost demolată pe măsură ce noile utilaje au fost puse în funcțiune, din apropierea societății CAROM. Investiția în fabrică s-a ridicat la circa 25 milioane euro din fonduri proprii și credite bancare. În 1 ianuarie 2007 firma a fost redenumită Albrau Grup, fiind deținută de grupul de firme Interprest (anterior Socomind Onești, specializată în comerț), care a avut peste 90 % din capitalul social, iar aproape 10 % de societatea Almas Grup, care a făcut parte tot din Interprest și care se ocupa în domeniul construcțiilor și prelucrării lemnului. Grupul a fost deținut de Vasile Ciobanu, din care mai făceau parte și fostul magazin Universal din Onești, redenumit Victoria Shopping Center, și Hotelul Dobru din Slănic Moldova.
Albrau a avut în 2007 o cifră de afaceri de peste 13,6 milioane de euro.
În 2008 producția de bere Zimbru Iași a încetat în urma unei tranzacții imobiliare, aceasta fiind mutată la Onești cu cele două mărci, Coroana și Zimbru. În aceeași perioadă au avut loc investiții la noua fabrică.
În 2017 Albrau Prod (firmă înregistrată în București), cu acționariat în firma LVI Serv SRL și persoana lui Vasile Ciobanu, a cumpărat hotelul Mirage din Snagov cu un preț de 2,1 milioane de euro. LVI Serv SRL deținea Albrau Prod, centrul comercial Victoria Shopping Center și hotel Dobru. Albrau Prod avea în același an 91 de angajați și o fabrică, în Onești, fiind printre puținii producători independenți de bere din România și în concurență cu companiile multinaționale SABMiller (care ulterior a vândut operațiunile locale către Asahi), Heineken și Star Bev (care a deținut Bergenbier, preluat ulterior de Molson Coors). Deținea mărci precum Albrau și Zimbru și realiza și pentru mărci private ale unor rețele de magazine.